# Leon Panetta
Leon Edward Panetta (Monterey (Californië), 28 juni 1938) is een Amerikaans politicus van de Democratische Partij. Hij was lid van het Huis van Afgevaardigden van 1977 tot 1993 toen hij directeur van het Bureau voor Management en Budget werd onder president Bill Clinton. In 1994 werd hij Stafchef van het Witte Huis. Van 2009 tot 2011 was hij directeur van de Central Intelligence Agency. Daarna was hij tot 2013 minister van Defensie.
John Steelman · Sherman Adams · Wilton Persons · Kenneth O'Donnell · Marvin Watson · Jim Jones · Bob Haldeman · Alexander Haig · Donald Rumsfeld · Dick Cheney · Hamilton Jordan · Jack Watson · James Baker · Donald Regan · Howard Baker · Kenneth Duberstein · John Sununu I · Samuel Skinner · James Baker · Mack McLarty · Leon Panetta · Erskine Bowles · John Podesta · Andrew Card · Joshua Bolten · Rahm Emanuel · Pete Rouse · Bill Daley · Jack Lew · Denis McDonough · Reince Priebus · John Francis Kelly · Mick Mulvaney · Mark Meadows · Ron Klain · Jeff Zients
- Gemeinsame Normdatei: 1070414719
- International Standard Name Identifier: 0000 0001 1007 7798
- Library of Congress Control Number: no92005709
- National Archives and Records Administration: 10573477
- Nationale Bibliotheek van Tsjechië: jo2015889776
- Nationale Bibliotheek van Israël: 987007342910105171
- SNAC: w65h7fk6
- Système universitaire de documentation: 081394276
- Biographical Directory of the United States Congress: P000047
- Virtual International Authority File: 119092429
- WorldCat: E39PBJkxGfkXCtH8WfV9qWfDv3